# Epitaph (пісня)
«Epitaph» — третя пісня з альбому британського прогресивного рок-гурту King Crimson In the Court of the Crimson King 1969 року. Пісню написали Роберт Фріпп, Іен Макдональд, Грег Лейк та Майкл Джайлз, автор слів — Пітер Сінфілд.
Пісня відзначається активним використанням мелотрона. Текст пісні «Epitaph», як і першої пісні альбому «21st Century Schizoid Man», має виразно антиутопічний відтінок і подається як протест проти холодної війни.
Пісня дала назву концертному альбому Epitaph, який містив записи, зроблені оригінальним складом King Crimson. Крім того, на честь пісні отримав свою назву музичний лейбл Epitaph Records.
Гурт Emerson, Lake & Palmer додав уривок із пісні «Epitaph» після частини «Battlefield» у концертну версію своєї пісні «Tarkus» з альбому Tarkus, що задокументовано в концертному альбомі Welcome Back My Friends to the Show That Never Ends… Ladies and Gentlemen 1974 року.

## Текст
Текст пісні, написаний Пітером Сінфілдом, надзвичайно поетичний і метафоричний, сповнений двозначних символів («лавровий вінок», «врата долі», «насіння часу»). Основні теми, — відчай, відчуження, страх за долю людства, крах усіляких надій.

## Звучання
Звучання композиції ґрунтується на «похоронній» фоновій грі мелотрона, ніжних пасажах акустичної гітари, різких і ритмічних, майже маршових ударних та емоційному вокалі Грега Лейка. Готичну тривожність пісні доповнює відповідна лірика. Композиція складається з двох інструментальних частин: «The March of No Reason» і «Tomorrow and Tomorrow», одна з яких розташована між куплетами, а друга завершує композицію.

## Трек-лист
У 1976 році пісня «Epitaph» вийшла як сингл разом із «21st Century Schizoid Man» як бі-сайд, що супроводжував збірку A Young Person's Guide to King Crimson (1975):
1. «Epitaph» (including «March for No Reason» and «Tomorrow and Tomorrow») (Роберт Фріпп, Майкл Джайлз[en], Грег Лейк, Іен Макдональд[en], Пітер Сінфілд[en])
2. «21st Century Schizoid Man» (including «Mirrors») (Фріпп, Джайлз, Лейк, Макдональд, Сінфілд)

## Учасники запису
- Роберт Фріпп — акустична гітара, електрична гітара
- Грег Лейк — бас-гітара, вокал
- Іен Макдональд[en] — мелотрон, клавесин, фортепіано, флейта, орган, кларнет, бас-кларнет
- Майкл Джайлз[en] — ударні, percussion, timpani
- Пітер Сінфілд[en] — слова